# هانو سالاما

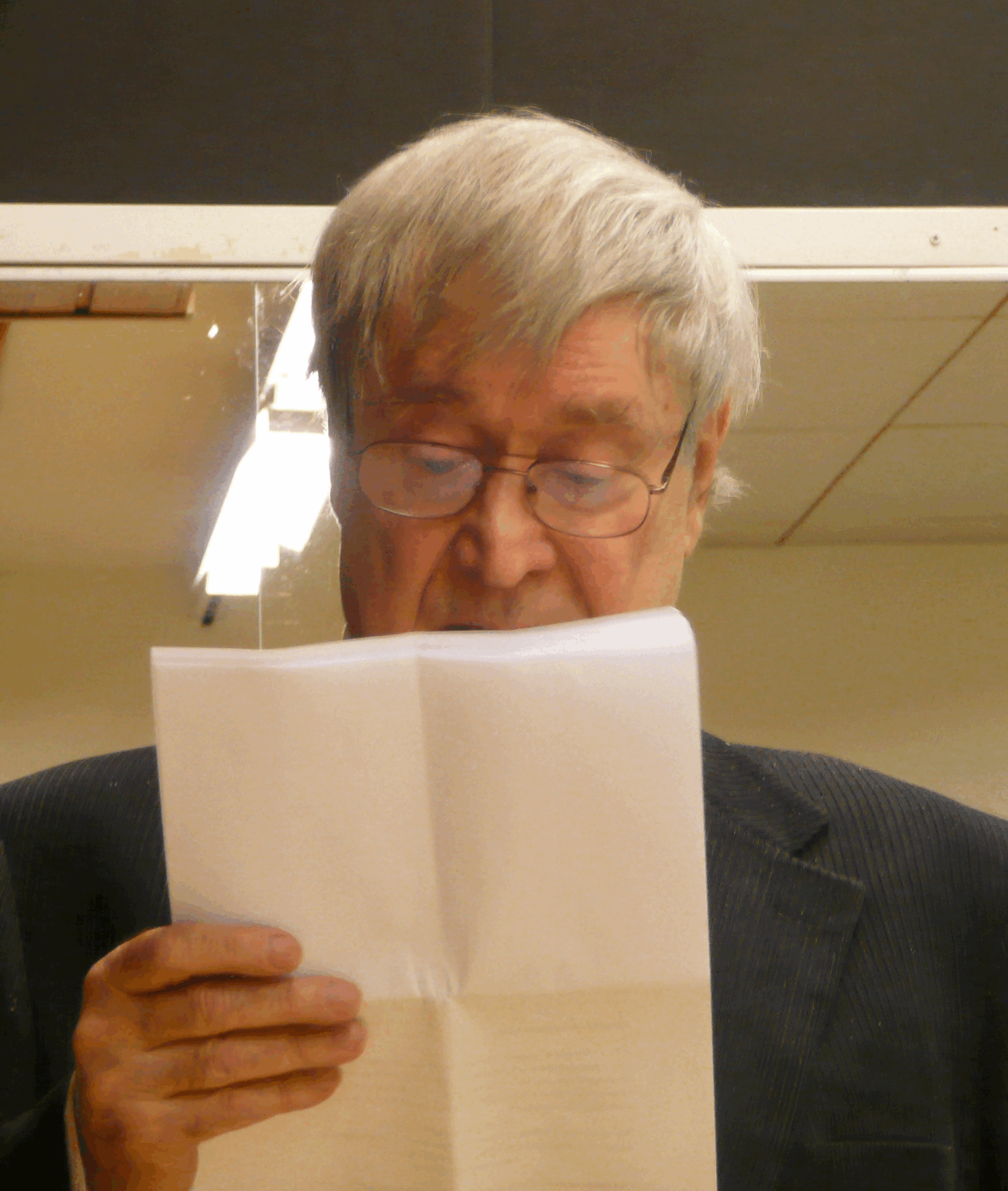
هانو سالاما

هانو سالاما (Hannu Salama؛ كوفولا، 4 أكتوبر 1936) كاتب فنلندي، حائز على جائزة المجلس الشمالي للأدب في عام 1975.
أمضى طفولته بمدينة في بسبالا بمدينة تامبيري ثانية مدن البلاد بعد هلسنكي، في منطقة طبقة عاملة تقليدية بسياسات وثقافة عـُمـّالية. سارسالاما على خطى والده، فعمل أولا كهربائياً وعاملاً زراعياً. ظهر سالاما أدبياً للمرة الأولى في عام 1961 برواية «القصة المعتاد» (Se tavallinen tarina).
لكنه بلغ الشهرة المحلية ليس بفضل موهبته بقدر ما هو بسبب عبارة بذيئة وردت بروايته الثالثة «رقصات منتصف الصيف» (Juhannustanssit) الصادرة سنة 1963، وانتـُقد بشدة لذلك. لذا في عام 1964 خضعت أعماله للرقابة من ذلك الحين وحتى عام 1968، عندما اهتم الرئيس أورهو كيكونن شخصياً بهذه القضية. رغم أنه لم يقل قط على العكس من زملاء (إيفار لو يوهانسون، على سبيل المثال) أنه مؤلف من الطبقة العاملة، تحضر عدة شخصيات واهتمام معين نحو الوضع الاجتماعي للعمال: الشخصيات خائبة الأمل، مدمرة تسعى لتسلق الهرم الاجتماعي وفي قصصهم يتشابك حسن الحظ وسؤءه، والنجاح والفشل، الأمر الذي يقوي الشخصية حتى تصل إلى الهدف المرغوب.

## روابط خارجية
- هانو سالاما على موقع IMDb (الإنجليزية)
- هانو سالاما على موقع الموسوعة البريطانية (الإنجليزية)